# Ministerul Finanțelor (Republica Moldova)
Ministerul Finanțelor (MF) este organul central de specialitate al administrației publice, care elaborează și promovează politica unică de formare și de gestionare a finanțelor publice. În calitate de supervizor principal la nivelul finanțelor publice, Ministerul Finanțelor asigură reglementarea și implementarea politicilor în domeniul managementului finanțelor publice. În activitatea sa, Ministerul Finanțelor se conduce de Constituția Republicii Moldova, legile Republicii Moldova, decretele Președintelui Republicii Moldova, rezoluțiile Parlamentului, ordonanțele, deciziile, dispozițiile și hotărârile Guvernului.

## Misiune
Ministerul Finanțelor reprezintă organul de specialitate al administrației publice centrale responsabil de elaborarea politicilor previzibile, sustenabile și corecte în domeniul managementului finanțelor publice, prin promovarea transparenței bugetare, în strânsă colaborare cu mediul de afaceri și cu alte grupuri de interes reprezentative, în scopul asigurării unui echilibru între obiectivele asumate și resursele disponibile.

## Viziune
Activitatea Ministerului Finanțelor este axată în mod primordial pe atingerea unui nivel optim în dezvoltarea economică a societății. Prin urmare, relația cu propriul personal, partenerii și societatea civilă reprezintă componenta cheie în exercitarea cu succes a mandatului său.

## Valori
Ministerul Finanțelor își propune să fie de încredere, corect, transparent, rațional․
Sarcina de bază a Ministerului este să asigure un echilibru între obiectivele asumate și resursele disponibile. Domeniile principale de activitate ale Ministerului sunt: politicile bugetare, de contabilitate, audit, achiziții publice, fiscale și vamale, și administrarea acestora.
Responsabilitatea Ministerului este de a dezvolta politici previzibile, sustenabile și corecte privind reglementarea activității de întreprinzător, politici de impozitare, vamale, de contabilitate și de audit, în strânsă colaborare cu mediul de afaceri și cu alte grupuri de interes reprezentative.
În baza obiectivelor programului său de activitate, Ministerul Finanțelor elaborează setul necesar de acte normative care reglementează procesul bugetar, sistemul de impozitare și de evidență contabilă, întocmește prognoze pe termen mediu și de lungă durată privind resursele financiare, identifică soluții de reformă în domeniul finanțelor publice, asigură încasările și plățile la bugetul de stat.

## Funcții
Ministerul:
- elaborează și promovează proiectul legii anuale a bugetului și, în caz de necesitate, proiecte de legi pentru modificarea și completarea legii anuale a bugetului de stat și realizează executarea bugetului de stat;
- în limitele competențelor stabilite prin lege, contractează și garantează împrumuturile de stat pe piața financiară internă și externă, gestionează și monitorizează datoriile interne și externe ale Guvernului;
- participă în mod direct la elaborarea politicii fiscale și vamale a statului, a politicii și evaluării ofertelor în domeniul investițiilor, realizate din contul mijloacelor bugetului de stat, precum și din contul surselor externe;
- participă la încheierea acordurilor bilaterale și multilaterale în vederea promovării și protejării investițiilor, a evitării dublei impuneri și a combaterii evaziunii fiscale.

## Conducere
- Ministru – Victoria Belous
- Secretar general – Dina Roșca
- Secretar general adjunct – Ana Luca
- Secretari de stat – Vladimir Arachelov, Ion Gumene, Cristina Ixari și Maia Savva

## Lista miniștrilor
| №  | Nume (naștere–deces)        | Portret                             | Mandat             | Mandat             | Observații        | Guvern                  |
| -- | --------------------------- | ----------------------------------- | ------------------ | ------------------ | ----------------- | ----------------------- |
| 1  | Constantin Tampiza (1947–)  |                                     | 27 august 1991     | 4 august 1992      |                   | Muravschi Sangheli I    |
| 2  | Claudia Melnic              |                                     | 4 august 1992      | 5 aprilie 1994     |                   | Sangheli I              |
| 3  | Valeriu Chițan (1955–)      |                                     | 5 aprilie 1994     | 22 mai 1998        |                   | Sangheli II Ciubuc I    |
| 4  | Anatol Arapu (1962–)        | Anatol Arapu (2015-07-10) 01        | 22 mai 1998        | 21 decembrie 1999  |                   | Ciubuc II Sturza        |
| 5  | Mihail Manoli (1954–)       |                                     | 21 decembrie 1999  | 7 februarie 2002   |                   | Braghiș Tarlev I        |
| 6  | Zinaida Greceanîi (1956–)   | Zinaida Greceanîi, 2014 (cropped)   | 26 februarie 2002  | 10 octombrie 2005  |                   | Tarlev I–II             |
| 7  | Mihail Pop (1955–)          |                                     | 12 octombrie 2005  | 31 martie 2008     |                   | Tarlev II               |
| 8  | Mariana Durleșteanu (1971–) |                                     | 31 martie 2008     | 25 septembrie 2009 |                   | Greceanîi I–II          |
| 9  | Veaceslav Negruța (1972–)   | Veaceslav Negruța (Accent TV video) | 25 septembrie 2009 | 14 august 2013     |                   | Filat I–II Leancă       |
| 10 | Anatol Arapu (1962–)        | Anatol Arapu (2015-07-10) 01        | 14 august 2013     | 20 ianuarie 2016   |                   | Leancă Gaburici Streleț |
| 11 | Octavian Armașu (1969–)     |                                     | 20 ianuarie 2016   | 30 noiembrie 2018  |                   | Filip                   |
| 12 | Ion Chicu (1972–)           |                                     | 10 decembrie 2018  | 8 iunie 2019       |                   | Filip                   |
| 13 | Natalia Gavrilița (1977–)   |                                     | 8 iunie            | 14 noiembrie 2019  |                   | Sandu                   |
| 14 | Sergiu Pușcuța (1972–)      |                                     | 14 noiembrie 2019  | 31 decembrie 2020  | viceprim-ministru | Chicu                   |
| 15 | Dumitru Budianschi (1961–)  |                                     | 6 august 2021      | 16 februarie 2023  |                   | Gavrilița               |
| 16 | Veronica Sirețeanu (1985–)  |                                     | 16 februarie       | 27 septembrie 2023 |                   | Recean                  |
| 17 | Petru Rotaru (1984–)        |                                     | 28 septembrie 2023 | 31 iulie 2024      |                   | Recean                  |
| 18 | Victoria Belous (1984–)     |                                     | din 31 iulie 2024  |                    |                   | Recean                  |